# Miodrag Krivokapić (football)
Miodrag Krivokapić (alphabet cyrillique : Mиoдpaг Kpивoкaпић) est un footballeur puis entraîneur yougoslave puis monténégrin, né le 6 septembre 1959 à Nikšić (Monténégro, alors en Yougoslavie). Évoluant au poste de défenseur, il est principalement connu pour ses saisons à l'Étoile rouge de Belgrade, puis dans le championnat écossais, à Dundee United et à Motherwell.
Il compte 5 sélections en équipe de Yougoslavie et entraine très brièvement l'équipe de Motherwell.

## Biographie
Krivokapić remporte deux titres de champion et une Coupe de Yougoslavie avec l'Étoile rouge de Belgrade. Avec cette équipe, il joue cinq matchs en Coupe d'Europe des clubs champions, atteignant les quarts de finale de cette compétition en 1987, en étant éliminé par le prestigieux club du Real Madrid. 
Il quitte ensuite le championnat yougoslave pour l'Écosse, en signant à Dundee United. Il reste cinq saisons dans ce club, remportant une médaille de finaliste de Coupe d'Écosse en 1991. Il s'engage en 1993 pour Motherwell où il reste trois saisons avant de finir sa carrière à Raith Rovers puis à Hamilton Academical.
Krivokapić reçoit sa première sélection en équipe de Yougoslavie le 16 décembre 1987 contre la Turquie. Il joue son dernier match en équipe nationale le 14 septembre 1988 face à l'Espagne. Au total, il reçoit cinq sélections en équipe nationale.
C'est dans le club d'Hamilton Academical qu'il commence sa reconversion comme entraîneur, en prenant en charge l'équipe réserve. Il rejoint ensuite le staff technique d'un de ses anciens clubs, Motherwell.
En 2001, à la suite du renvoi de Billy Davies, il est nommé à la tête de l'équipe, à titre intérimaire, en duo avec John Philliben (en). Il ne dirige l'équipe que trois matchs (deux victoires et une défaite) avant l'arrivée du nouvel entraîneur, Eric Black.
En juin 2008, il intègre le staff technique du Celtic, s'occupant plus particulièrement des équipes de jeunes.

### Vie personnelle
Il a deux fils, Balša et Matija. Matija joue au football en non league.

## Palmarès
- Étoile rouge de Belgrade :
  - Champion de Yougoslavie en 1983-1984 et 1987-1988
  - Vainqueur de la Coupe de Yougoslavie en 1985

- Dundee United :
  - Finaliste de la Coupe d'Écosse en 1991